# 강광섭
강광섭(姜光燮, 1958년 9월 6일 ~ )은 대한민국의 정치인이다. 제7대 경기도 구리시의원을 역임했다.

## 학력
- 서울 미동초등학교 졸업(64회)
- 한국방송통신대학교 행정학과 학사 졸업
- 명지대학교 사회교육대학원 사회교육학과 교육학석사 졸업

## 경력
- 명지대학교 사회교육대학원 총원우회장
- 한국방송대학교 경기도 구리·남양주시 총동문회장
- 구리시 동인초등학교 초대 운영위원장
- 경기도 태권도협회 감사선출
- 경기도 태권도연합회 이사
- 구리시 태권도협회 회장
- 구리시태권도연합회 회장
- 구리시 청소년지도위원
- 의정부교구 레지아 교육위원
- 의정부교구 2지구 꼬미씨움 초대·2대 단장
- 포럼 동서남북 구리시지회 회장
- 제18대 대통령 선거 후보 새누리당 일자리창출 구리시 위원장
- 한나라당 중앙위원회 구리시위원
- 인창동 원일아파트 입주자대표
- 인창동 주민자치위원회 부위원장
- 구리태권도장 사범 및 관장 (국기원 태권도 9단)
- 2014.07 ~ 2018.04 제7대 경기도 구리시의회 의원
- 2014.07 ~ 2018.04 제7대 경기도 구리시의회 의회운영위원회 위원
- 2014.07 ~ 2016.07 제7대 경기도 구리시의회 전반기 예산결산특별위원회 위원장
- 2016.07 ~ 2017.04 제7대 경기도 구리시의회 후반기 예산결산특별위원회 위원장
- 제7대 경기도 구리시의회 의원국외출장심사위원회 위원장
- 제16기·제17기·제18기 민주평화통일자문위원회 자문위원
- 구리시 자원회수시설주민협의체 위원장
- 의정부교구 교정사목위원회 사도회
- 법무부 보호관찰위원
- 경기도태권도협회  스포츠공정위원회 위원
- 아름마을 원일어린이집 운영위원장
- 국민건강보험공단 구리시지사 자문위원
- 국회의원 주광덕 후원회 운영위원
- 자유한국당 당협운영위원회 부위원장
- 경기도태권도협회 원로복지연금(위) 부위원장
- 적십자 갈매봉사회 부회장
- 2018 자유한국당 경기도의원 후보
- 국민의힘 경기도당 부위원장
- 2022사단법인 태권도9단회 감사 재선출
- 2022경기도의회 구리상담소 상담관

## 수상
- 남양주신문사 자랑스런구리인 의정대상
- 경기도 동부권의장협의회 의정활동분야 의정수상
- 전국시·구군의회 의장협의회 지방의정봉사상 수상
- 경기도지사 체육지도자 유공표창
- 법무부장관 표창
- 경기도의회의장 표창
- 의정부보호관찰소 소장 표창
- 구리시장 표창
- 사단법인 국기원 태권도 9단 연맹 표창

## 역대 선거 결과
|  | 33.49% |

|  | 32.50% |